# Bezirk Potsdam

Länet Potsdams läge i DDR

Bezirk Potsdam var ett län (tyska: Bezirk) i Östtyskland med Potsdam som huvudort.   Med en yta av 12 568 km² var länet det största i DDR. Bezirk Potsdam hade 1 123 800 invånare (1989).

## Historia
Det grundades tillsammans med övriga 13 distrikt 25 juli 1952 och ersatte då de tidigare tyska delstaterna i Östtyskland. 
Efter den tyska återföreningen (1990) avvecklades länet och området kom till den nyskapade förbundslandet Brandenburg. 

## Administrativ indelning
Länet Potsdam delades in i två stadskretsar (tyska:Stadtkreise) och femton distrikt/kretsar (tyska:Kreise).

### Stadskretsar i Bezirk Potsdam
- Potsdam
- Brandenburg an der Havel

### Distrikt i Bezirk Potsdam
| Distrikt (Kreis)          | Huvudort                 |
| Kreis Belzig              | Belzig                   |
| Kreis Brandenburg         | Brandenburg an der Havel |
| Kreis Gransee             | Gransee                  |
| Kreis Jüterbog            | Jüterbog                 |
| Kreis Königs Wusterhausen | Königs Wusterhausen      |
| Kreis Kyritz              | Kyritz                   |
| Kreis Luckenwalde         | Luckenwalde              |
| Kreis Nauen               | Nauen                    |
| Kreis Neuruppin           | Neuruppin                |
| Kreis Oranienburg         | Oranienburg              |
| Kreis Potsdam             | Potsdam                  |
| Kreis Pritzwalk           | Pritzwalk                |
| Kreis Rathenow            | Rathenow                 |
| Kreis Wittstock           | Wittstock                |
| Kreis Zossen              | Zossen                   |